# Thornea calcicola
Thornea calcicola är en johannesörtsväxtart som först beskrevs av Paul Carpenter Standley och Steyerm., och fick sitt nu gällande namn av D.E.Breedlove och E. Mcclintock. Thornea calcicola ingår i släktet Thornea och familjen johannesörtsväxter. Inga underarter finns listade i Catalogue of Life.